# Systropus sphegoides
Systropus sphegoides är en tvåvingeart som beskrevs av Walker 1859. Systropus sphegoides ingår i släktet Systropus och familjen svävflugor. Inga underarter finns listade i Catalogue of Life.